# Mare Fœcunditatis
Mare Fœcunditatis ("Mar de la Fertilidad" o "Mar de la Fecundidad") es un mar lunar de 840 kilómetros de diámetro. Su cuenca data del período Pre-Nectárico, los materiales circundantes del Nectárico y los interiores del Ímbrico Superior son más delgados que los del Mare Crisium o del Mare Tranquillitatis. Su cuenca se solapa con las de los mares Tranquillitatis al oeste; y con Crisium y Nectaris y el impacto de Langrenus al este.
En la parte oriental de este mar, alunizó en 1970 la sonda soviética Luna 16.
Sinus Successus
El Sinus Successus ("Bahía del Éxito") situado en las coordenadas 1°07′N 58°31′E / 1.12, 58.52, es un saliente en la parte nororiental del Mare Fecunditatis, con un diámetro de 126.65 km. Al este, se sitúa el cráter Condon, al sur el cráter Webb. Justo al noroeste de esta bahía, en 1971 se estrelló la sonda soviética Luna 18 y en 1972, muy cerca de este lugar, alunizó la sonda Luna 20.